# Zane Grey
Pearl Zane Gray, conocido como Zane Grey (Zanesville, Ohio, 31 de enero de 1872-Altadena, California, 23 de octubre de 1939) fue un escritor estadounidense, célebre por sus novelas del Oeste.

## Biografía
Su nombre auténtico, Pearl Zane Gray, estuvo inspirado en las noticias de la época sobre el color del luto que vestía la reina Victoria, gris perla (pearl gray). Más adelante prescindiría de su primer nombre, y su familia cambiaría el apellido de "Gray" a "Grey". Se educó en su localidad natal, Zanesville. Desde su infancia se interesó por el béisbol, la pesca y la escritura. Estudió en la Universidad de Pensilvania, gracias a una beca de béisbol. Se graduó en odontología en 1896. Llegó a jugar en una liga menor de béisbol en Virginia Occidental. 
Mientras ejercía como dentista, conoció, en una de sus excursiones a Lackawaxen, en Pensilvania, a donde acudía con frecuencia para pescar en el río Delaware, a su futura esposa, Lina Roth, a quien el autor llamaba cariñosamente "Dolly". Con su ayuda, y los recursos económicos que le proporcionaba la herencia familiar, decidió abandonar su carrera de dentista para dedicarse por completo a la literatura. Publicó su primer relato en 1902. En 1905 contrajo matrimonio con "Dolly", y la joven pareja estableció su residencia en una granja de Lackawaxen. En tanto que su esposa permanecía en el hogar, encargándose de la carrera literaria del autor y educando a sus hijos, Grey pasaba a menudo largas temporadas fuera de casa, pescando, escribiendo y pasando el tiempo con numerosas amantes. Aunque "Dolly" supo de sus aventuras, prefirió soportar las continuas infidelidades de su marido. 

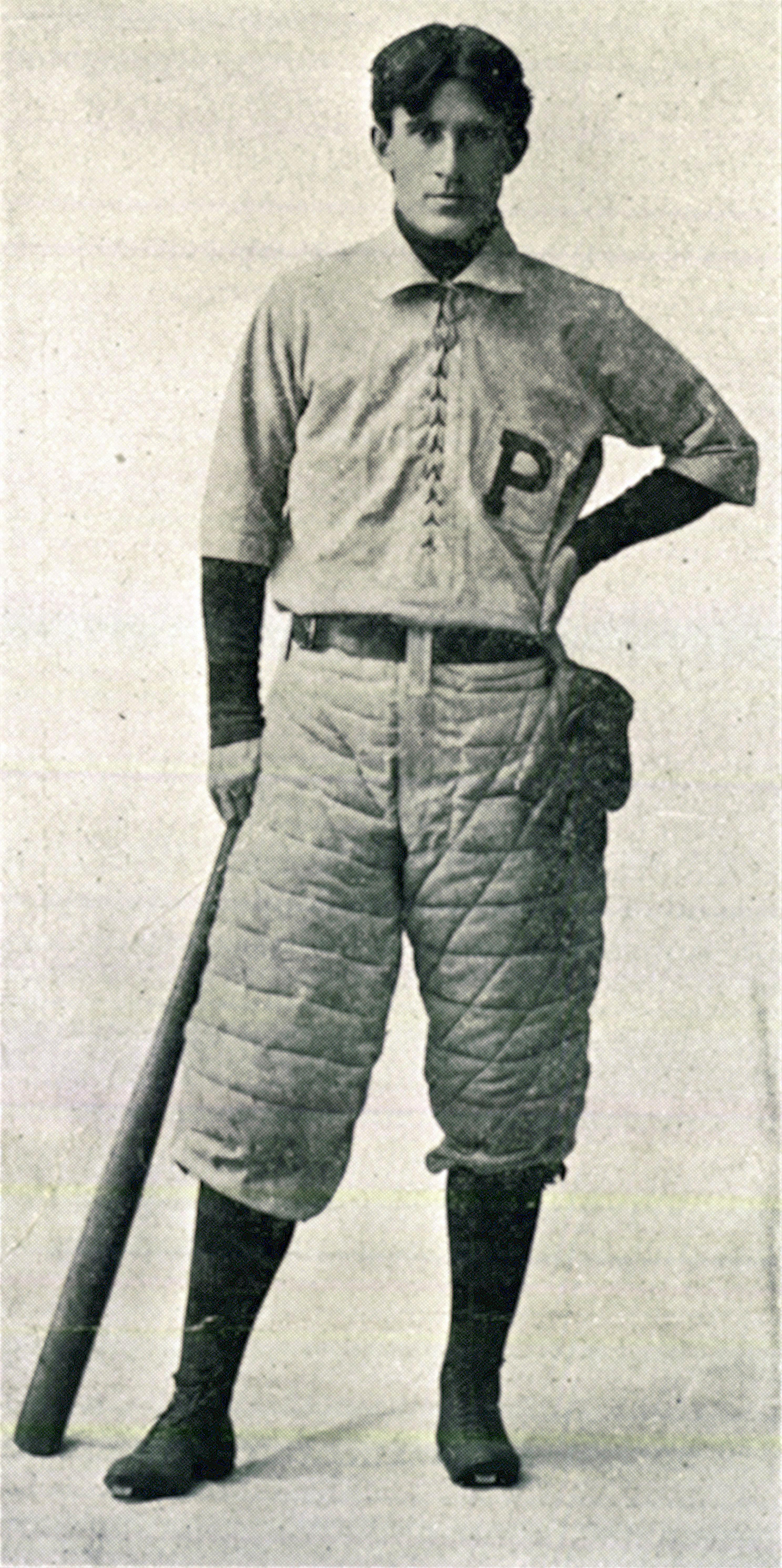
Zane Grey en 1895.

En 1918 los Grey se mudaron a Altadena, en California, un lugar que habían conocido durante su luna de miel. Al año siguiente, el autor adquirió en Millionaire's Row (Mariposa Street) una gran mansión que había sido construida para el millonario Arthur Woodward. La casa destacaba por ser la primera en Altadena construida a prueba de fuego, ya que Woodward, que había perdido a amigos y familiares en el incendio del teatro Iroquois de Chicago, había ordenado que fuera construida con cemento. El amor de Grey por Altadena se resume en una frase que es citada a menudo en la ciudad: "En Altadena, he encontrado aquellas cualidades que hacen que la vida valga la pena".
El interés de Zane Grey por el Lejano Oeste se inició en 1907, cuando llevó a cabo con un amigo una expedición para cazar pumas en Arizona. En 1910 su primera novela del Oeste, La herencia del desierto tuvo un gran éxito, lo que impulsó su carrera como autor de novelas populares acerca del destino manifiesto y la conquista del Oeste. Dos años después vio la luz una de sus obras más conocidas, Los jinetes de la pradera roja (1912). Formó su propia compañía cinematográfica, aunque pocos años después la vendió a Jesse Lasky, socio del fundador de Paramount Pictures. Esta empresa realizaría numerosas películas basadas en las novelas de Grey.
El éxito de sus novelas le reportó una gran fortuna, lo que le permitió pasar parte de su tiempo viajando y viviendo una vida aventurera, y dedicar solo algunos meses a escribir, utilizando sus experiencias para sus novelas. Uno de sus lugares favoritos era el río Rogue, en el estado de Oregón, donde poseía una cabaña en una concesión minera que había adquirido. Tuvo también una cabaña en Mogollon Rim, en Arizona, que en 1991 fue destruida por un incendio.
A lo largo de su vida escribió unos noventa libros de aventuras del Oeste, de los que llegó a vender millones de ejemplares. Algunas de sus obras más conocidas son El caballo salvaje, La herencia del desierto, El cazador de pumas y Los jinetes de la pradera roja.
Falleció el 23 de octubre de 1939. Sus restos fueron sepultados en el Union Cemetery de Lackawaxen, en Pensilvania, donde existe también un museo consagrado a su memoria.

## Obra
- La heroína de Fort Henry (Betty Zane, 1903)
- El espíritu de la frontera (Spirit of the Border, 1906) Secuela de La Heroína de Fort Henry
- The Last of the Plainsmen, (1908), Western
- La Última Senda (The Last Trail), (1909) Secuela de El espíritu de la frontera
- The ShortStop, (1909)
- La herencia del desierto (The Heritage of the Desert, 1910)
- The Young Forester, (1910), Western
- The Young Pitcher, (1911)
- El cazador de pumas (The Young Lion Hunter, 1911). Western
- Los jinetes de la pradera roja (Riders of the Purple Sage, 1912)
- Ken Ward in the Jungle, (1912), Western
- Lluvia de oro (Desert Gold, 1913), Western
- Bajo el cielo del Oeste (The Light of Western Stars, 1914), Western
- The Lone Star Ranger, (1915), Western
- Camino del arco iris (The Rainbow Trail, 1915). Western. Secuela de Los jinetes de la pradera roja
- La legión de la frontera (The Border Legion, 1916), Western
- Fuego salvaje (Wildfire, 1917)
- El caballo de hierro (The UP Trail, 1918), Western
- The Desert of Wheat, (1919)
- Tales of Fishes, (1919), Western
- The Man of the Forest, (1920), Western
- The Redhead Outfield and other Stories, (1920)
- The Mysterious Rider, (1921)
- Hasta el último hombre (To the Last Man, 1921). Novela corta del Oeste.
- The Day of the Beast, (1922), Western
- Tales of Lonely Trails, (1922), Western
- Los caminantes del desierto (Wanderer of the Wasteland, 1923).
- Tappan’s Burro, (1923)
- Call of the Canyon, (1924), Western
- Cazando pumas en el Gran Cañón (Roping Lions in the Grand Canyon, 1924). Western
- Tales of Southern Rivers, (1924)
- La estampida (The Thundering Herd, 1925). Western
- The Vanishing American, (1925)
- Tales of Fishing Virgin Seas, (1925) ("Relatos de pesca en mares vírgenes", Ediciones del Viento, 2007; Trad. Susana Carral Martínez)
- Under the Tonto Rim, (1926)
- Tales of the Angler’s Eldorado, New Zealand, (1926), Western
- Forlorn River, (1927), Western
- Tales of Swordfish and Tuna, (1927)
- Nevada, (1928), Western -- Secuela de Forlorn River
- El caballo salvaje o La colina del caballo salvaje (Wild Horse Mesa, 1928). Western
- Don, the Story of a Dog, (1928), Western
- Tales of Fresh Water Fishing, (1928)
- Fighting Caravans, (1929), Western
- The Wolf Tracker, (1930)
- El pastor de Guadalupe (The Shepherd of Guadaloupe, 1930)
- Sunset Pass, (1931), Western
- Tales of Tahitian Waters, (1931)
- Book of Camps and Trails, (1931)
- Arizona (Arizona Ames, 1932). Western
- Robber’s Roost, (1932), Western
- La cerca trágica (The Drift Fence, 1933), Western
- The Hash Knife Outfit, (1933), Western
- El código del Oeste (The Code of the West, 1934). Western
- Thunder Mountain, (1935), Western
- The Trail Driver, (1935)
- The Lost Wagon Train, (1936), Western
- Al oeste del Pecos (West of the Pecos, 1937)
- An American Angler in Australia, (1937)
- Raiders of Spanish Peaks, (1938), Western
- Western Union, (1939), Western
- Los caballeros de la llanura (Knights of the Range, 1939). Western
- Thirty thousand on the Hoof, (1940)
- Twin Sombreros, (1940), Western -- Secuela de Knights of the Range
- Majesty’s Rancho, (1942), Western -- Secuela de Bajo el cielo del Oeste.
- Omnibus, (1943), Western
- Escalones de arena (Stairs of Sand, 1943). Western -- Secuela de Los caminantes del desierto.
- The Wilderness Trek, (1944), Western
- Shadow on the Trail, (1946), Western
- Valley of Wild Horses, (1947), Western
- A orillas del río Rogue (Rogue River Feud 1948). Western
- El cazador de ciervos (The Deer Stalker, 1949). Western
- The Maverick Queen, (1950)
- The Dude Ranger, (1951), Western
- Cautivos del desierto (Captives of the Desert, 1952) Western
- Adventures in Fishing, (1952)
- Hacia Wyoming (Wyoming, 1953). Western
- Pueblo perdido (Lost Pueblo, 1954), Western
- Meseta negra (Black Mesa, 1955). Western
- El forastero del Tonto (Stranger from the Tonto, 1956). Western
- The Fugitive Trail, (1957), Western
- El clan de Arizona (Arizona Clan, 1958). Western
- Horse Heaven Hill, (1959), Western
- The Ranger and other Stories, (1960)
- Blue Feather and other Stories, (1961)
- Boulder Dam, (1963)
- The Adventures of Finspot, (1974)
- The Reef Girl, (1977)
- Tales from a Fisherman’s Log, (1978)
- The Camp Robber and other Stories, (1979)
- The Lord of Lackawaxen Creek, (1981)